# Škapulíř

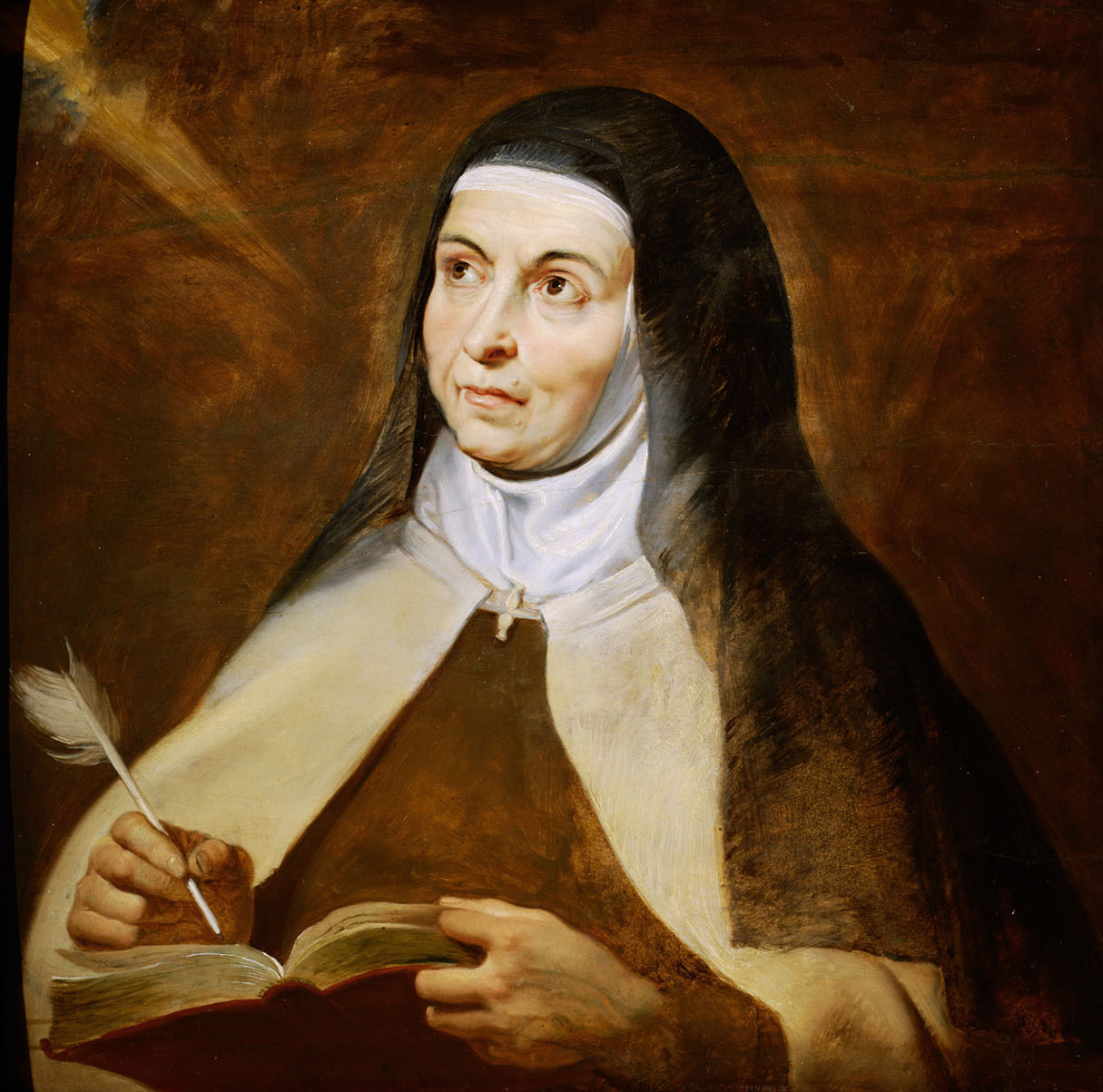
Terezie z Ávily v hnědém karmelitánském škapulíři (Rubens, 1615)

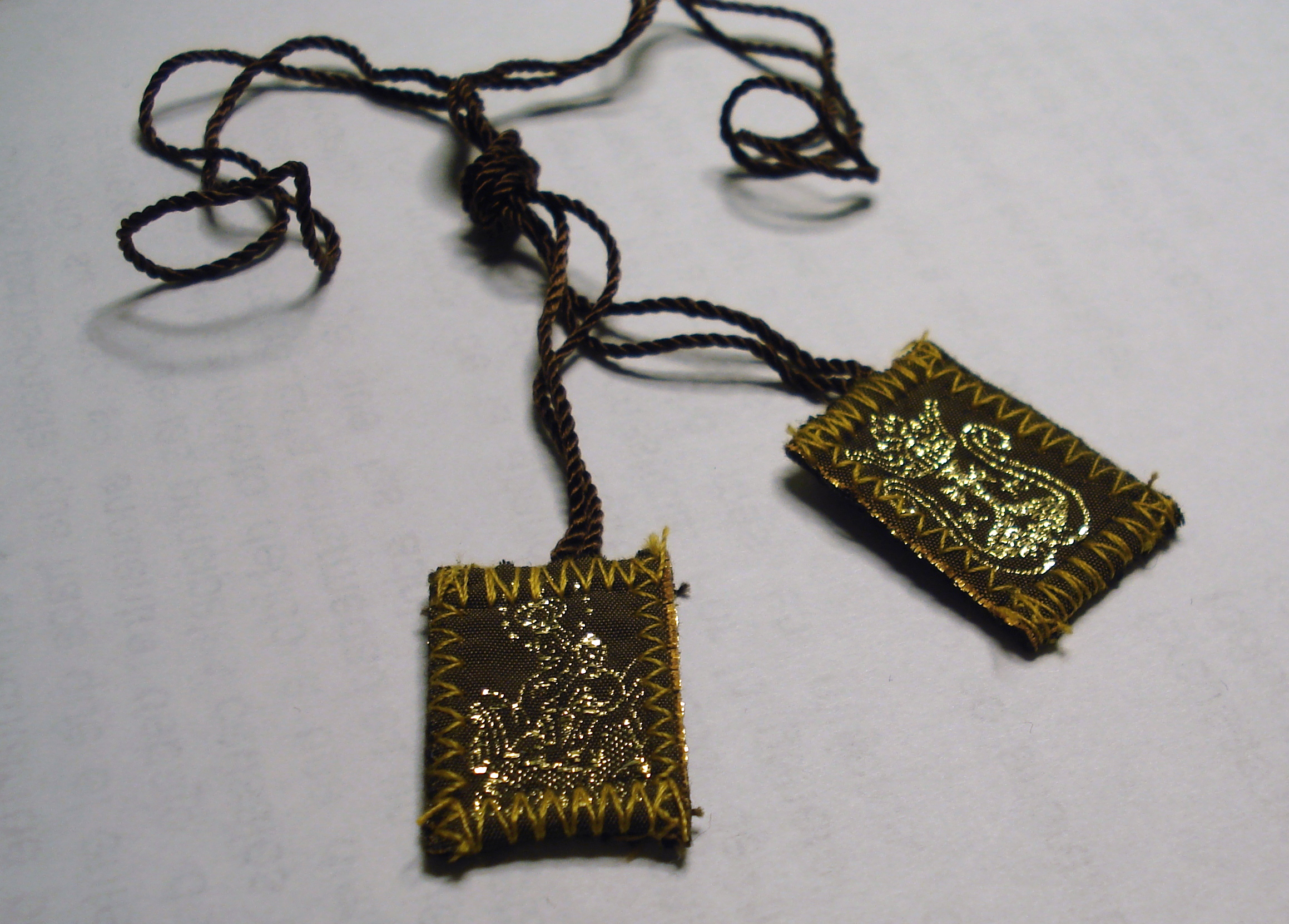
Devocionální škapulíř

Škapulíř (z latinského scapula = lopatka nebo ze slova scapulare tj. zástěra) je v původním významu část oděvu užívaného některými mnišskými řády, který je tvořen širokým pruhem látky s otvorem pro hlavu. Srov. s židovským talis. Později se objevila další podoba dvou obdélníčků látky spojených tkanicemi (Devocionální škapulíř), kterou užívali především věřící, kteří nenosili řeholní oděv.
Slovo škapulíř se používá také v esoterice pro váček nebo schránu na modlitby, byliny nebo jiné předměty nebo amulety, které svého nositele mají chránit před nepřízní osudu (nemocemi, kroupami ap.).
Z hlediska římskokatolické církve jde o svátostinu, která může nabývat těchto podob:
- pruh látky s otvorem na hlavu; nejčastěji jako součást řeholního oděvu,
- dva obdélníčky látky spojené tkanicemi; nejčastěji používaná věřícími laiky,
- kovová škapulířová medaile, která na povolení papeže Pia X symbolicky nahrazuje škapulíř[6] tam, kde z vážných důvodů není možné nosit škapulíř látkový.

Pouze Apoštolský stolec smí ustanovit nové svátostiny nebo existující závazně vykládat nebo některé z nich zrušit nebo změnit. (CIC, 1983, kánon 1167). Direktář o lidové zbožnosti a liturgii o karmelitánském škapulíři: „Škapulíř připomíná primát duchovního života a nezbytnost modlitby. [...] Odevzdáním karmelitánského škapulíře je třeba přivést zpět k původní vážnosti: nesmí být aktem víceméně improvizovaným, ale okamžikem vyvrcholení pečlivé přípravy, v němž si věřící uvědomuje povahu a cíle sdružení, ke kterému se připojuje, i životních závazků, které přijímá.“ V mariánském roce 1987 rovněž Kongregace pro bohoslužbu v oběžníku „Směrnice a návrhy na slavení Mariánského roku“ (str. 531, č.87) o škapulíři zmínila, že zapsání do škapulířového bratrstva je aktem zbožnosti. Nedoporučuje však oblečení do škapulíře bez předchozí přípravy a znalosti závazků, protože v myslích některých věřících pak vzniká touha zajistit si „duchovní výhody“ bez konání daných závazků.

## Význam
Škapulíř je především forma mariánské úcty. Katolická církev jej schválila a je nošen jako zvláštní znamení přízně a lásky Panny Marie. Zároveň škapulíř nošený na těle potvrzuje lásku a důvěru nositele k Panně Marii a jeho závazek žít podle jejího vzoru.
Škapulíř jistě nemá být talismanem pro štěstí ani výmluvou, jak se vyhnout nárokům křesťanského života. Z hlediska katolické církve škapulíř není ani automatickou zárukou místa v nebi, přesto, že legenda z života Šimona Stocka by něco takového mohla naznačovat.

## Použití
Nejčastěji jde o řeholní škapulíř, což je pruh látky s otvorem pro hlavu, splývající přes ramena a prsa dolů jako zástěra a na zádech přes lopatky, který používají řeholníci a řeholnice v mnoha řádech. Někdy je opatřený kapucí a může být v pase převázán. Původně měl chránit spodní hábit před nečistotami, měl funkci zástěry. Tyto škapulíře jsou známy již v raném středověku u benediktinů, od nichž je převzaly další řády. Škapulíře mají různé barvy (každý řád má svou) a tvary. Nosí se jako svrchní oděv a slouží jako viditelné znamení zvláštní ochrany Panny Marie.
Škapulíře se ve středověku staly symbolem řeholního poslání.
Škapulíř se žehná, a je proto svátostinou, která na přímluvu církve zjednává zvláštní Boží ochranu a chrání před vlivem zlého ducha. Svatý Pius X. dovolil, aby se místo soukenného škapulíře nosila škapulířová medailka, na které je na jedné straně obraz Božského Srdce Páně a na druhé straně jakýkoliv obraz Panny Marie.

## Historie
Ve 12. století u premonstrátů a od 13. století při klášterech žebravých řádů (dominikánů, minoritů aj.) začal působit tzv. třetí řád (terciáři) tedy laičtí věřící, kteří žili mimo zdi kláštera, ale přijali některé povinnosti řeholníků. V té době vznikla zmenšená podoba škapulíře, devocionální škapulíř, kterou dávali řeholníci terciářům na znamení jejich spojení s řádem a jako prostředek ochrany. Ten sestává z dvou malých kousků látky či jiného materiálu, spojených dvěma stužkami a zpravidla ozdobených náboženskými motivy. Nosí se na těle pod oděvem tak, že jeden kousek látky má věřící na prsou a druhý na zádech. Existuje několik druhů těchto škapulířů a mohou je nosit i katoličtí laici, kteří se rozhodnou knězem požehnaný škapulíř při zvláštní bohoslužbě přijmout. Typické je to zejména pro členy třetích řádů.
V českých zemích se setkáváme se zakládáním škapulířových bratrstev od konce 17. století. Více o bratrstvu v Solnici založeného roku 1699, zapsání nových členů po svátosti smíření a svatém přijímání zde.

## Zmínky v literatuře
Škapulíř se objevuje místy i v literatuře.
Jako část oděvu se objevuje mimo jiné i v legendě, která pochází ze 13. století. V ní se píše, že pozdější generální převor karmelitánského řádu sv. Šimon Stock (1164–1265) prosil patronku Karmelu Pannu Marii, aby zprostředkovala řádu nějaké privilegium: uznání autoritou církve vzhledem k tomu směru, kterým nyní jde (příklon k žebravým řádům). Maria se mu zjevila, ukázala mu na škapulíř a řekla:
„Hoc tibi et tuis privilegium: in hoc moriens salvabitur.“
(To je privilegium tobě a tvým. Kdo zemře oděn tímto oděvem, bude spasen.)
Slova „in hoc moriens salvabitur“ se někdy uvádí jako „in hoc moriens, aeternum non patietur incendium“ (kdo zemře oděn tímto oděvem, bude uchráněn věčného ohně). Význam těchto slov vysvětluje karmelitánská literatura ze 17. století takto: „Otec Jan Baptista de Lezana vysvětlil, že tato slova mají trojí katolický význam: První význam: že věčným ohněm je myšlen trest ohně v očistci; tedy, to znamená, že ti, kdo v životě nosili karmelitánský škapulíř,  nebudou dlouho v očistci trpět. Druhý význam: výše uvedená slova by neměla být chápána jednoduše a absolutně, ale jako účinná přímluva Panny Marie za ty, kteří ve svém životě zbožně nosili zmíněný škapulíř. Třetí význam: tato slova mají být chápána, jako jiná podobná slova v Písmu svatém, jimiž je zaslíben věčný život a spása, které však samy o sobě ke spáse nestačí, jak je zřejmé z Evangelia, Jan 6,51 o Eucharistii: ‚Kdo jí tento chléb, živ bude navěky.‘ A Jan 3,15 ‚aby každý, kdo v něho věří, měl život věčný‘.“
V knize „Škapulíř a talisman“ čteme o závazku vést křesťanský život: „Zapomněl jsi, že jsem ti doporučil pokání, dobré skutky a vroucí modlitbu. Máš-li posud škapulíř, jenž tě měl upomenout na povinnost tvou?“
V knize „Sněhurka“ také čteme o závazku modlitby: „Laura nejdříve chtěla věděti, zdali nosí škapulíř, a když zvěděla, že ano, vyptávala se, zdali se ráno a večer modlí. Také na to dostala uspokojivou odpověď a pochválila Davida za to.“
Můžeme o něm nalézt zmínku i v knize od Boženy Němcové – Babička. V této knize má podobu váčku, který se dával na krk.
„...Začal za ní chodit voják, o kterém se říkalo, že když se na někoho podívá, že ho uřknul černý myslivec. Viktorka se proto poradila s kovářkou a ta ji dala ŠKAPULÍŘ. Také se rozhodla, že vdá za Tondu. Jednoho dne ji ale něco říkalo, ať jde na jetelinu. Když přišla na pole, šlápla na trní. Zdělalo se ji před očima mžiky. Když se probudila, voják ji kropil obličej. Pak ji vyznal lásku a Viktorka mu dala škapulíř…“